# Pinerolo
Pinerolo (Piëmontees: Pinareul, Frans: Pignerol) is een stad in het noordwesten van Italië. De gemeente maakt deel uit van de agglomeratie Turijn in de regio Piëmont. 
Pinerolo ligt aan de rivier de Chisone, aan de voet van de Alpen. Het is een moderne stad en een belangrijk commercieel en industrieel centrum. Via de Montgenèvrepas loopt een eertijds strategische verbindingsweg naar Frankrijk.

## Geschiedenis
Uit opgravingen blijkt dat Pinerolo al in de prehistorie bewoond werd. 
De oudste vermelding van de plaats dateert uit 981, toen deze nog de naam Pinarolium droeg.
Vanaf de elfde eeuw behoorde de plaats aan een lokale abdij van benedictijnen. In 1235 kreeg graaf Amadeus IV van Savoye er de macht. Pinerolo maakte daarop deel uit van de bezittingen van het hertogdom Savoye.
Van 1536 tot 1574 was Pinerolo voor de eerste keer in handen van Frankrijk. In 1631 verwierf Frankrijk de stad opnieuw als gevolg van de Mantuaanse successieoorlog. Onder deze tweede Franse overheersing werd de stad zwaar versterkt en voorzien van een citadel, waarmee Frankrijk de controle over de hele streek verwierf. De citadel van Pignerol werd onder Lodewijk XIV gebruikt als staatsgevangenis voor belangrijke personen. Onder de gevangenen bevond zich de in ongenade gevallen oud-minister Nicolas Fouquet, die er na 16 jaar opsluiting overleed, en ook diegene die later bekend zou staan als de man met het ijzeren masker.
Toen hertog Victor Amadeus II van Savoye tijdens de Negenjarige Oorlog in 1696 een aparte vrede met Frankrijk sloot, kreeg hij Pinerolo terug maar moest hij de vestingmuren en de citadel slopen.

## Bezienswaardigheden
De belangrijkste bezienswaardigheden zijn de kathedraal van het bisdom Pinerolo, uit 1024, het Santuario della Madonna delle Grazie uit 1584 en het museum voor prehistorische kunst.

## Sport
Pinerolo is een van de locaties buiten Turijn waar de Olympische Winterspelen 2006 plaatsvonden. In het Palazzo Polifunzionale del Ghiaccio werden de wedstrijden voor het curling gehouden.
Pinerolo was meermaals etappeplaats in wielerkoers Ronde van Italië. Dat was voor het laatst het geval in 2019. Tevens was Pinerolo meermaals etappeplaats in de wielerkoers Ronde van Frankrijk. De Noor Edvald Boasson Hagen won er in 2011 de zeventiende etappe en in 2024 startte er de vierde etappe die werd gewonnen door Tadej Pogačar.

## Geboren
- Jacobus van Piëmont (1315-1367), heer van Piëmont
- Amadeus van Piëmont (1363-1402), heer van Piëmont
- Lodewijk van Piëmont (1364-1418), heer van Piëmont
- Margaretha van Savoye (1382-1464), markgravin-gemalin van Monferrat.
- Ferruccio Parri (1890-1981), politicus en anti-fascist
- Simone Bentivoglio (1985), voetballer
- Barbara Bonansea (1991), voetbalster
- Cecilia Salvai (1993), voetbalster
- Fabio Miretti (2003), voetballer

## Overleden
- Jacobus van Piëmont (1315-1367), heer van Piëmont
- Amadeus van Piëmont (1363-1402), heer van Piëmont
- Lodewijk van Piëmont (1364-1418), heer van Piëmont
- Karel I van Savoye (1468-1490), hertog van Savoye
- Nicolas Fouquet (1615-1680), Frans oud-minister.

## Stedenband
- Gap  sinds 1963[bron?]
- Traunstein  sinds 1986[bron?]
- San Francisco (Córdoba)  sinds 1996[bron?]
- Derventa  sinds 2005[bron?]

## Galerij

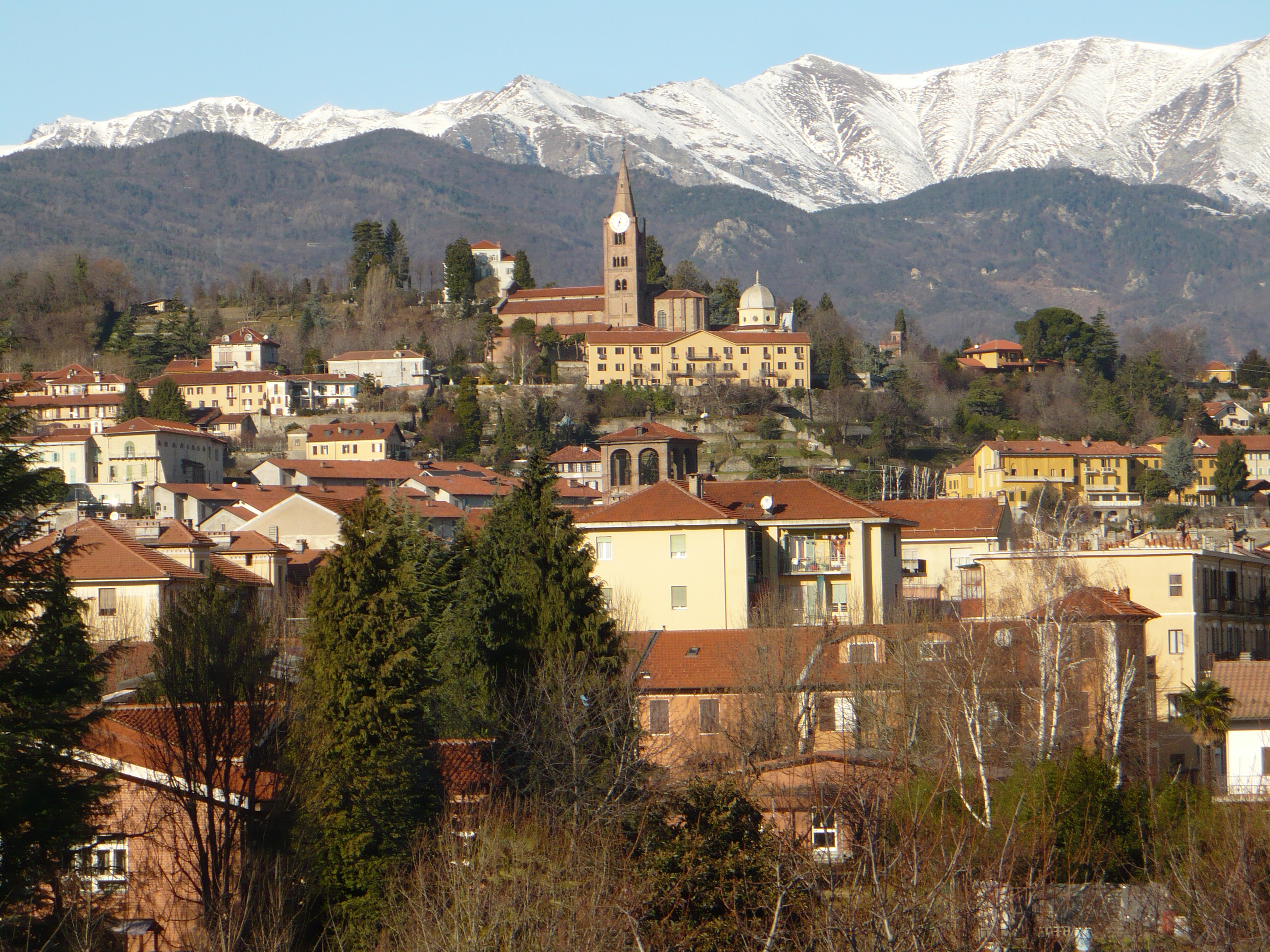
Pinerolo
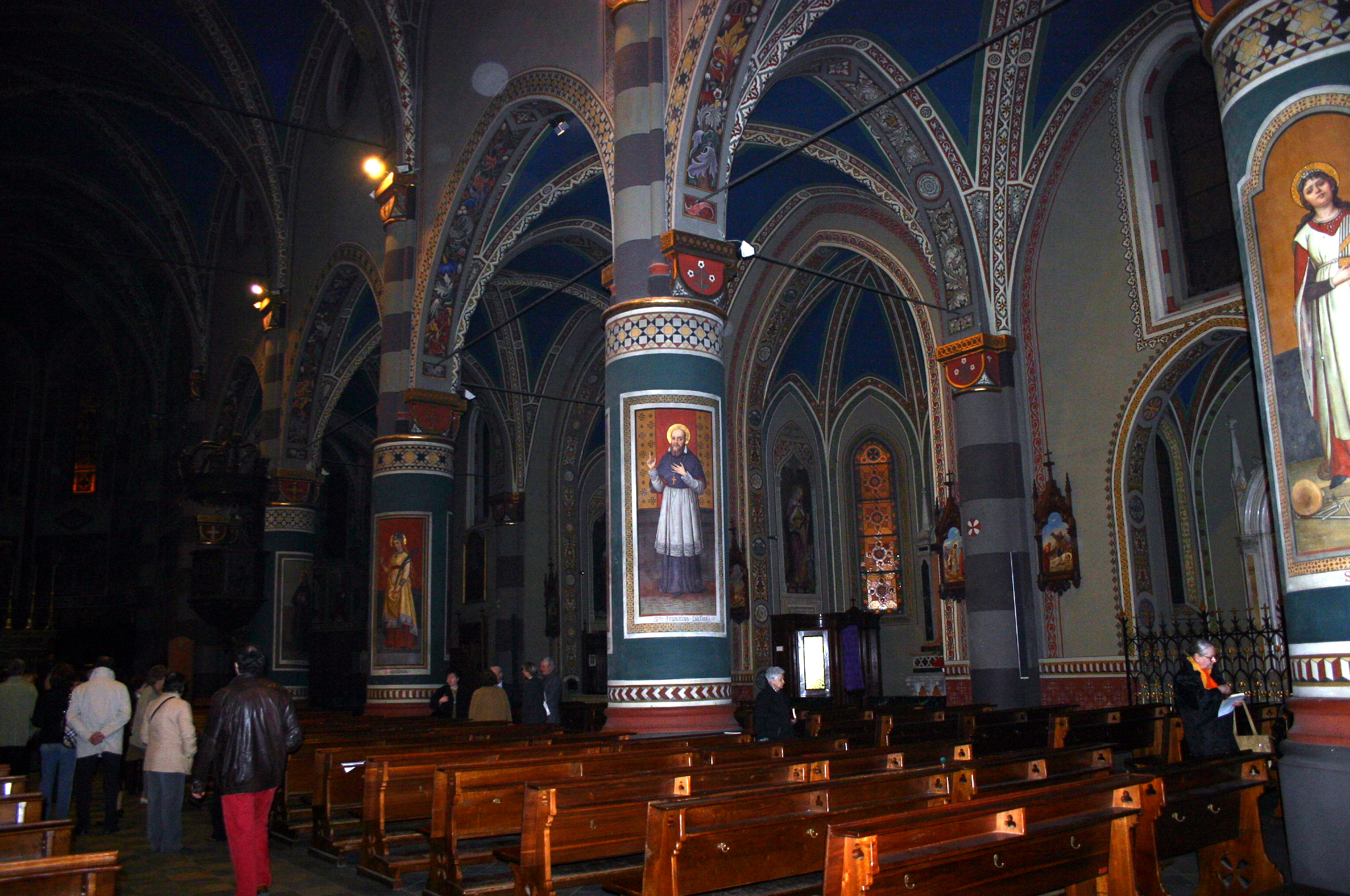
Interieur van de kathedraal
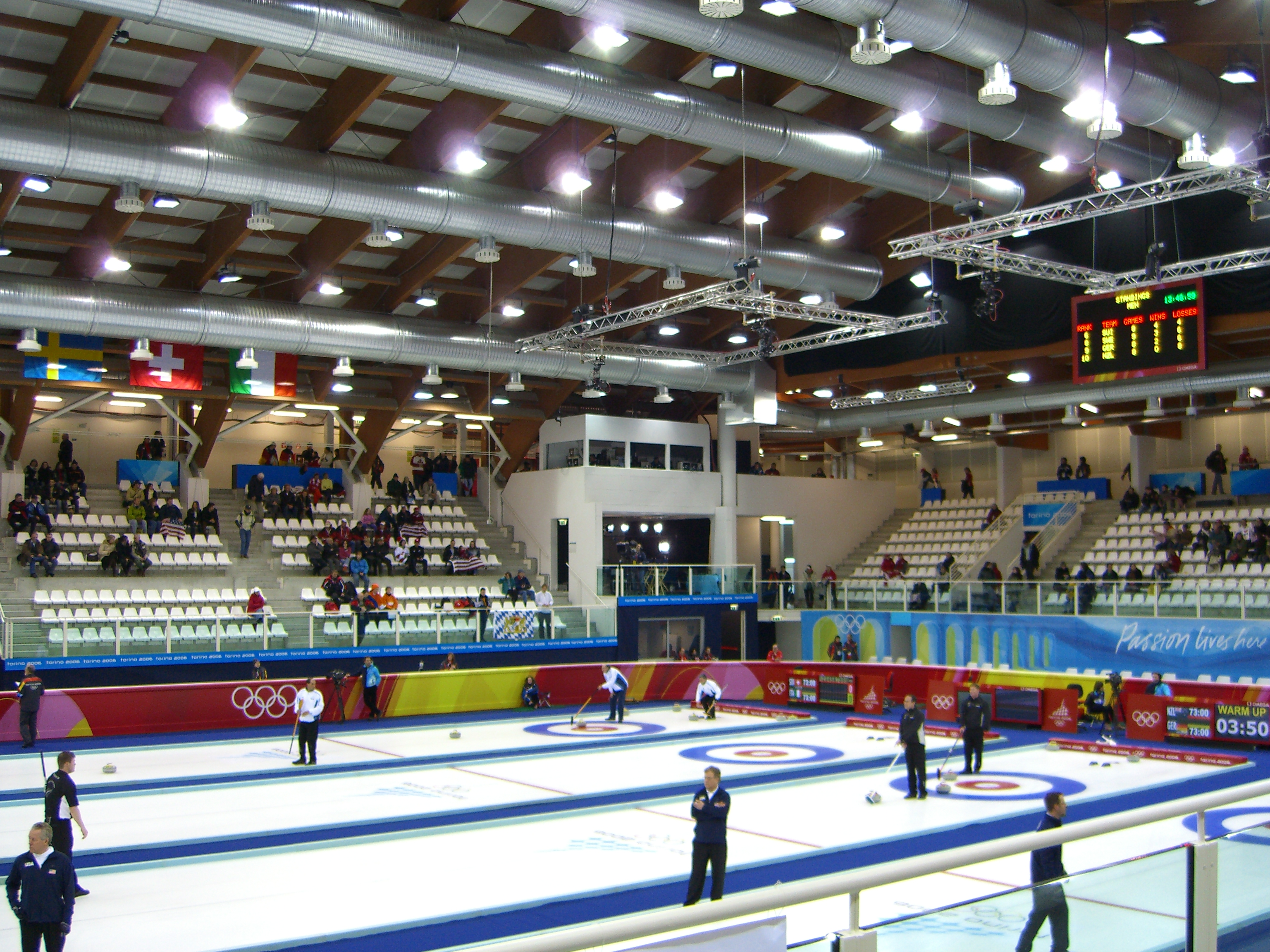
Curling tijdens de Olympische Spelen van 2006